# Rhene sulfurea
Rhene sulfurea är en spindelart som först beskrevs av Simon 1885 [1886.  Rhene sulfurea ingår i släktet Rhene och familjen hoppspindlar. Inga underarter finns listade i Catalogue of Life.